# Fisklösen (Orsa socken, Dalarna)
Fisklösen är en sjö i Orsa kommun i Dalarna och ingår i Dalälvens huvudavrinningsområde.